# Seven Centroamericano Masculino
El Seven Centroamericano Masculino es un torneo de selecciones de rugby 7 que se realiza en América Central desde 2021.
El torneo es organizado por Sudamérica Rugby.

## Historia
El torneo 2022 fue clasificatorio a los Juegos Centroamericanos y del Caribe.

## Participantes
Los participantes son las selecciones centroamericanas afiliadas a Sudamérica Rugby.
- Costa Rica
- El Salvador
- Guatemala
- Honduras
- Nicaragua
- Panamá

## Campeonatos
| Edición | Año  | Sede                | Campeón    | 2º puesto   | 3º puesto | 4º puesto | 5º puesto   |
| ------- | ---- | ------------------- | ---------- | ----------- | --------- | --------- | ----------- |
| I       | 2021 | Ciudad de Guatemala | Costa Rica | El Salvador | Guatemala | Honduras  |             |
| II      | 2022 | San José            | Costa Rica | Honduras    | Nicaragua | Panamá    | El Salvador |
| III     | 2023 | Garabito            | Costa Rica |             |           |           |             |

## Posiciones
Número de veces que las selecciones ocuparon las dos primeras posiciones en todas las ediciones.
| Año         | Campeón | 2º puesto |
| ----------- | ------- | --------- |
| Costa Rica  | 3       |           |
| El Salvador |         | 1         |
| Honduras    |         | 1         |